# 王孝慈
王孝慈（1905年6月29日—1992年8月31日），原名向宗仁，曾用名夏滋生、萧致中、王福财，男，陕西渭南人，中国近代政治人物。

## 生平
早年进入西安中山军事学校。1927年参加中国共产党。1933年，任中共山西大同特委书记。1939年，任中共晋冀豫区委委员、晋冀豫区第三地委书记。1940年，中共太南区委书记、晋冀豫区平顺地委书记、中共晋冀豫区第四地委书记。1942年10月到延安中央党校学习进修，并在这期间当选为中国共产党第七次全国代表大会代表。1943年，任太行军区第四军分区政委。1946年，任热中地委书记兼热河军区热中军分区政委、兼任冀热辽军区、热河军区第十九军分区政委、地委。
中华人民共和国成立后，担任天津铁路运输管理局党委副书记。1950年，出任全国铁路总工会副主席。从1953年7月起到1959年，王孝慈担任北京铁道学院院长兼院党委书记。在北京铁道学院担任院长兼院党委书记期间，首次提倡并确立北京铁道学院工管并举的发展目标并进行相关的专业建设。1959年2月，出任甘肃省人民委员会副省长。1959年3月，正式调任为甘肃省人民委员会副省长。文化大革命期间受到迫害，1979年，出任甘肃省政协副主席。